# Tour d’Eure-et-Loir
Die Tour d'Eure-et-Loir ist ein Straßenradrennen für Männer in Frankreich und führt in drei Etappen durch das Département Eure-et-Loir.
Das Rennen wurde erstmals im Jahr 1949 ausgetragen und war mit mehreren Unterbrechungen bis 2016 Teil des nationalen Rennkalenders in Frankreich. Nach zweijähriger Pause wurde das Rennen zur Saison 2019 reaktiviert und ist seitdem Teil der UCI Europe Tour und dort in der UCI-Kategorie 2.2 eingestuft.

## Palmarès (bis 2016)
- 1949  Georges Roux
- 1950  Roger Huet
- 1951  Raymond Komor
- 1952  Guy Langlois
- 1953  Jean Hemmerle
- 1954  André Mézière
- 1955  Raymond Komor
- 1956  Marcel Danguillaume
- 1957  Jean Danguillaume
- 1958  Raymond Guitay
- 1959  Henri Belena
- 1960  Gérard Bauman
- 1961  José María Errandonea
- 1962  Francis Bazire
- 1963  Francis Bazire
- 1964  Raymond Delisle
- 1965  Jean-Pierre Livet
- 1966  Jean Sadot
- 1967  Jean-Pierre Danguillaume
- 1968  Christian Boulnois
- 1969–1971 nicht ausgetragen
- 1972  Michel Coroller
- 1973–1978 nicht ausgetragen
- 1979  Jean-Paul Loris
- 1980  Guy Gallopin
- 1981  Claude Marciaux
- 1982  Berto Vaccari
- 1983  Jacky Buron
- 1984  Bernard Richard
- 1985  Laurent Bezault
- 1986  Jean-François Morio
- 1987  Laurent Bezault
- 1988  Fabrice Henry
- 1989  Marc Peronin
- 1990  Fabrice Henry
- 1991  Hervé Boussard
- 1992  Valère Fillon
- 1993–2001 nicht ausgetragen
- 2002  Rony Martias
- 2003  Anthony Ravard
- 2004  Mathieu Claude
- 2005  Romain Feillu
- 2006  Benoît Daeninck
- 2007  Maxime Bouet
- 2008  Alex Meenhorst
- 2009  Mathieu Halleguen
- 2010  Thomas Vaubourzeix
- 2011  Mathieu Cloarec
- 2012  Samuel Spokes
- 2013  Benoît Poitevin
- 2014  Benoît Sinner
- 2015  Romain Cardis
- 2016  Paul Ourselin
- 2017–2018 nicht ausgetragen

## Palmarès (ab 2019)
| Jahr | Sieger        | Zweiter            | Dritter            |          |
| ---- | ------------- | ------------------ | ------------------ | -------- |
| 2019 | Luuc Bugter   | Maxime Urruty      | Sébastien Havot    |          |
| 2020 | abgesagt      | abgesagt           | abgesagt           | abgesagt |
| 2021 | Paul Penhoët  | Kim Heiduk         | Maxime Jarnet      |          |
| 2022 | Samuel Leroux | Valentin Tabellion | Émilien Jeannière  |          |
| 2023 | Noa Isidore   | Jasper Dejaegher   | Valentin Tabellion |          |